# 志國土佐 時代黎明物語號列車
志國土佐 時代黎明物語（日语： Shikokutosa Tokinoyoakeno Monogatari */?）號列車是由四國旅客鐵道（JR四國）營運，行走於高知站至窪川站之間的臨時列車特別急行列車（觀光列車）。列車途經土讚線。

## 概要
「志國土佐 時代黎明物語」是繼「伊予灘物語」和「四國正中千年物語」後第三架四國觀光列車，於2019年2月5日發表。於2020年7月4日開始運行。
在高知站至窪川站之間，於2017年至2019年之間曾經設有小火車「志國高知幕末維新號」班次，當時該小火車車身印上了土佐維新的志士。「志國土佐 時代黎明物語」的列車概念是「不斷走向地平線，到達他們未來的夢想
。連接著夢想，未來的故事」。繼承了幕末維新號的概念，此列車為介紹坂本龍馬與中岡慎太郎等土佐幕末的維新志士和支持偉人的女性歷史，另外也可觀賞四國山地和太平洋的大自然景色，以及體驗土佐式待客之道之列車。
與其他「物語列車」一樣，旅客可於車內享用使用了當地食材烹調而成的餐點。除了有專屬的服務員和沿線居民的款待外，繼承了幕末維新號的安排，於特定日子，高知縣立伊野商業高等學校職業商務部觀光學科的學生與高知大學學生志願者會在車內介紹沿線的景點（但是截至2021年，由於新冠疫情關係，改為於車內播放錄影片）。
乘車率從開始運行至1年過後，平均乘車率達75%，一年的乘客人次為10,269人。

## 運行狀況
「志國土佐 時代黎明物語」逢星期五、六、日及假日行走。在運輸日設有1個往返班次，行走於高知站至窪川站之間。
從高知出發的下行列車班次之愛稱為「立志之抄」，從窪川出發的上行列車班次之愛稱為「開花之抄」。
車內的餐點安排方面，下行班次提供傳統鄉土料理「皿缽」風的創作料理（提供餐點的餐廳同時曾經為幕末維新號提供便當），上行班次提供了使用沿線地區的食材，製成了土佐式款待餐點。另外，2號車廂內設有櫃臺販賣零食、飲料和商品，服務員也會使用手推車進行車內販賣服務。車內販賣服務（包括於櫃臺購買商品）的支付方式方面，除了現金外，還可使用電子支付方式PayPay（但是土佐久禮站至窪川站之間，由於網絡信號問題而不能使用）。由於車內設有餐點服務，乘客不可攜帶外來食品（除了清水或茶除外）或寵物進入車廂。
乘坐「志國土佐 時代黎明物語」時，需要支付乘車區間的車費、特急費用與綠色車卡費用。但是，乘客只可購買包含高知站至土佐久禮站區間的特急票與綠色車廂票，即是不可只乘坐土佐久禮站至窪川站之間區間。
由於乘車時已假設旅客會同時使用餐點，因此與其他「物語列車」一樣，乘客不可以在指定席售票機、e5489、eki-net等地方購買特急票與綠色車廂票。如需要購買特急票、綠色車廂票，只可在JR四國、JR西日本、JR東海（只限部分車站）、JR九州（只限部分車站）的綠色窗口及設有聯絡服務人員功能的指定席售票機（實際售票機名稱在各JR公司都各有不同）、Wrap Plaza等地方購買。另外，乘客可於綠色窗口處實時確認空座情况，另外也可於官方網站得知大約的空座情況（每2〜3日更新一次）。
另外，若旅客希望使用餐點，除了車票、特急票和綠色車廂票外，還需要額外購入餐點預約券。乘客可於JR四國的綠色窗口、部分大型旅行社、JR四國之旅的預約中心（使用電話或傳真預約，並透過銀行轉賬或掛號信支付費用）、JR四國Tour（信用卡支付或於便利店支付）或瀨戶內觀光Navi「setowa」（在網上購買電子票。使用信用卡支付）購買餐點預約券。購入期限為乘車日前10日至4日前。

### 停車站
高知站 - 土佐久禮站 - 窪川站
除了上述車站外，列車會在以下車站作運輸停車，乘客可於下述車站短暫逗留在月台上。
- 「立志之抄」：朝倉站、伊野站、日下站、西佐川站、須崎站、安和站和影野站。
- 「開花之抄」：安和站、須崎站、佐川站、日下站、伊野站、朝倉站。

### 定期運輸區間以外
在2021年10月至12月之間舉行四國地方旅遊活動期間，該列車行走在定期運輸區間外的範圍，當時列車行走於高知站至後免·奈半利線奈半利站之間。運輸日方面，原則上逢星期五行駛。而此列車不同其他一般行走的列車，旅客不能直接購買「車票」（乘車票+特急票+綠色車廂票），而是以「旅行商品」的方式發售，因此實際上該列車是一架團體專用列車。列車班次愛稱方面，從高知出發的名稱為「煌海之抄」，從奈半利出發的名稱為「雄飛之抄」。在2022年起再沒有開辦。

### 使用車輛
「志國土佐 時代黎明物語」使用KiHa185系柴油列車，以2卡編成行走。1號車廂的愛稱為「KUROFUNE」，2號車廂的愛稱為「SORAFUNE」。車輛的設計概念是「文明與啟蒙浪漫主義」。
車頭上印上了徽章，當中使用了「船舵」、坂本家家紋的「編織角」、標誌著時代的「時鐘」和太陽這些元素以設計該徽章。車內設計概念方面，「KUROFUNE」的設計靈感來自19世紀晚期的藝術，以一艘跨越大海的輪船作為主題。「SORAFUNE」的設計靈感來自未來的夢想，以復古科幻小說中描繪的一艘科幻宇宙飛船作為主題。
1號車廂「KUROFUNE」設有28個座位，2號車廂「SORAFUNE」設有19個座位，列車合共可載47人。1號車廂的座位佈局是對向的，而這個佈局是仿效（在土佐弁解作宴會），當中設有可讓3至4名旅客使用的包廂座位，以及可讓1名旅客以上使用，可以與其他旅客互動的「高知家庭聚會固座位」。2號車廂所有座位都是望向窗邊，可讓1名旅客以上使用。
編成
↑窪川
- 1號車廂：KiRo185-1867（←KiHa185-1015）
- 2號車廂：KiRo185-1868（←KiHa185-25）

在車廂改裝後轉廠至高知運輸所。

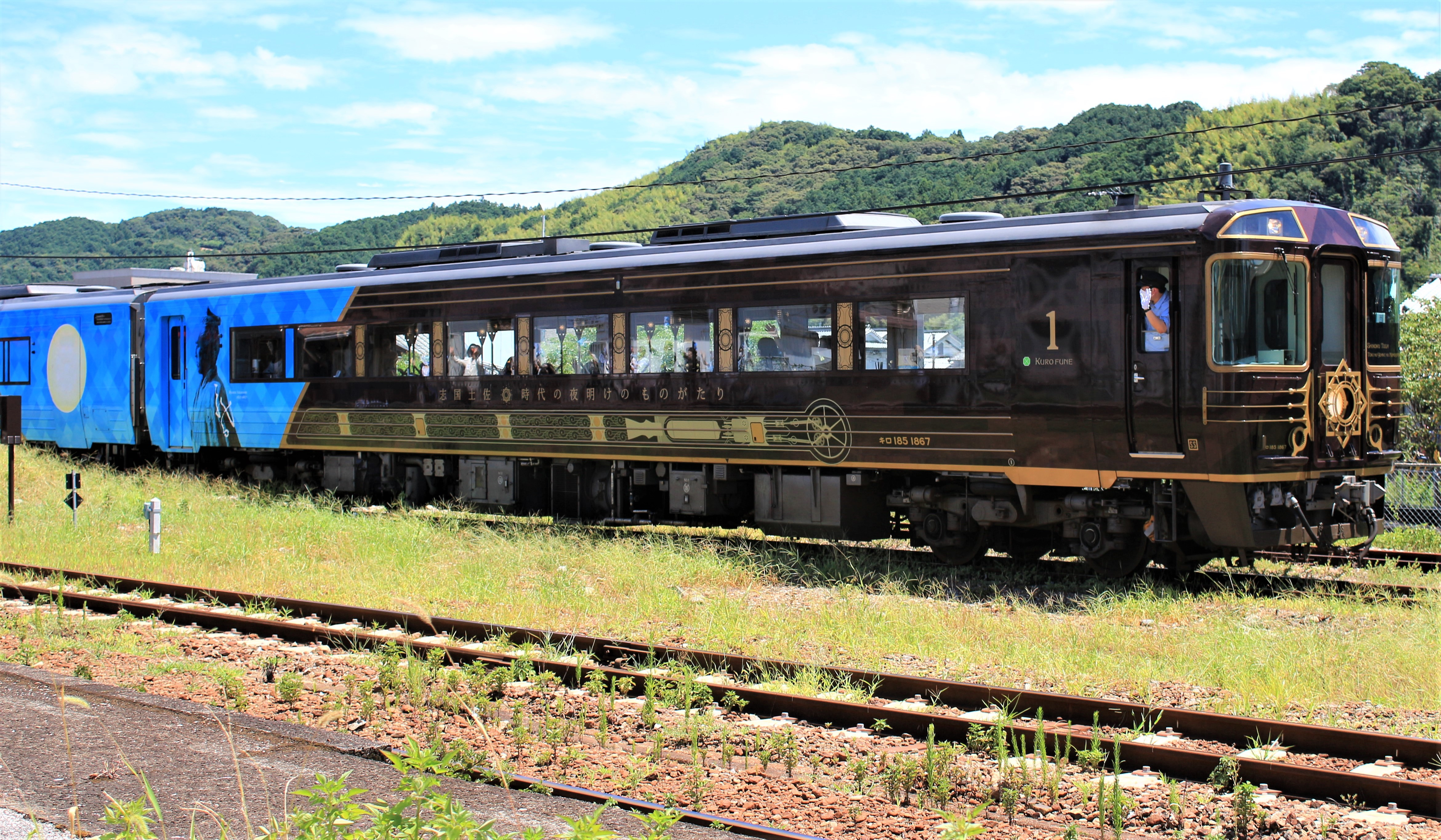
1號車廂「KUROFUNE」 （KiRo185-1867） （2021年8月7日 伊野站）
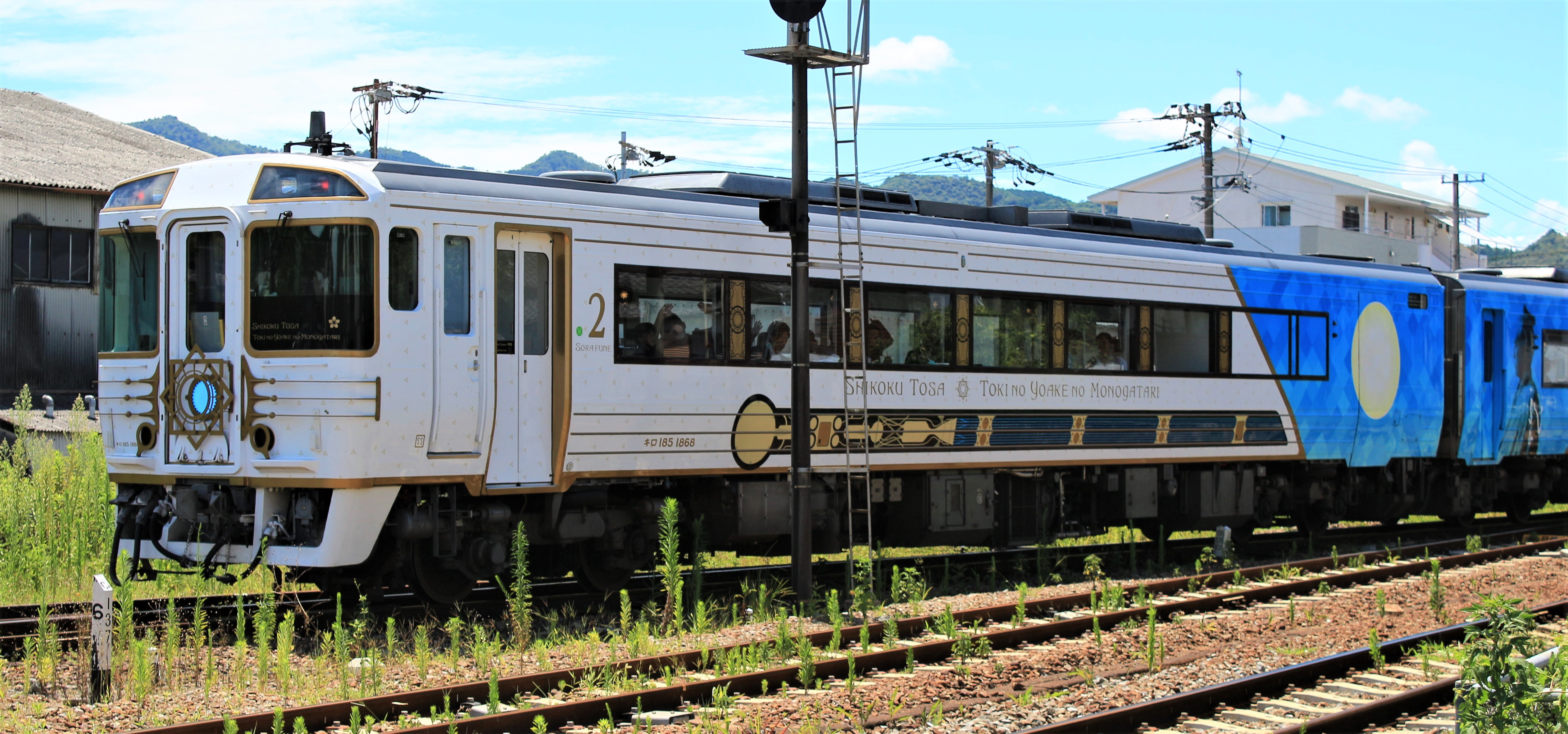
2號車廂「SORAFUNE」 （KiRo186-1868） （2021年8月7日 伊野站）

## 注腳

## 外部連結
- 官方网站